# المكتبة الوطنية في هولندا
مكتبة هولندا الوطنية (لغة هولندية: Koninklijke Bibliotheek أو KB) هي مكتبة وطنية تأسست في عام 1798، وموقعها لاهاي، سماها الملك لويس بونابرت المكتبة الملكية في 1806. وعرفت بعد ذلك باسم المكتبة الوطنية في هولندا منذ عام 1982.

## وصلات خارجية
- الموقع الرسمي